# Zakrzewice
Zakrzewice – wieś w Polsce położona w województwie wielkopolskim, w powiecie śremskim, w gminie Książ Wielkopolski.
W latach 1975–1998 miejscowość administracyjnie należała do województwa poznańskiego.
Wieś położona 2 km na północ od Książa Wielkopolskiego przy drodze powiatowej nr 4083 z Gogolewa do Książa Wielkopolskiego.